# 1982年中国大陆
| 中国历史 / 中国历史年表 |
| 世紀： 19世纪中国 / 20世纪中国 / 21世纪中国 |
| 年代： 1950年代中国大陆 / 1960年代中国大陆 / 1970年代中国大陆 / 1980年代中国大陆 / 1990年代中国大陆 / 2000年代中国大陆 / 2010年代中国大陆                     |
| 年份： 1978年中国大陆 / 1979年中国大陆 / 1980年中国大陆 / 1981年中国大陆 / 1982年中国大陆 / 1983年中国大陆 / 1984年中国大陆 / 1985年中国大陆 / 1986年中国大陆 |
| 纪年： 壬戌年（狗年）、中华人民共和国成立33周年 |

## 黨和國家領導人

### 中共領導人
- 中共中央主席：胡耀邦（至1982年9月）
- 中共中央總書記：胡耀邦
- 中共中央軍委主席：鄧小平

### 國家元首
- 國家主席：不設立
- 全國人大常委會委員長：葉劍英

### 政府首腦
- 國務院總理：趙紫陽

## 大事記

### 2月
- 2月23日——中华人民共和国国务院公布第二批全国重点文物保护单位，共62处[1]。

### 4月
- 4月26日——中國一架從廣州飛往桂林的中國民航霍克薛利三叉戟型客機，在廣西恭城山撞毀，112人罹難，其中52人為香港人。

### 5月
- 5月16日——天津水上公园“国庆号”游船在东湖运送游人时发生沉船事故，溺水死亡26人，受伤9人。
- 5月21日——中国大陆正式成立國家經濟體制改革委員會。
- 5月21日——中国男子羽毛球队首获汤姆斯杯。

### 7月
- 7月29日上午，中国驻莫桑比克大使馆翻译唐健生，杀死使馆内9外交官。

### 9月
- 中英雙方在北京商討香港前途問題。
- 9月27日——英國首相戴卓爾夫人在北京與中國國務院總理趙紫陽展開對話，趙紫陽表示中國政府要收回香港，但不會影響香港繁榮安定。香港恒生指數隨即下跌25點。

### 10月
- 10月12日——中国首次发射巨浪-1潜地导弹成功。

### 11月
- 11月20日——中國全國人大常委會副委員長廖承志接見香港中華廠商聯合會代表時指出，中國政府將不遲於1997年收回香港，並保證1997年後「港人治港」、保持香港安定繁榮及香港市民生活方式不變。

### 12月
- 12月4日——中華人民共和國第五屆全國人民代表大會第五次會議通過現行《中華人民共和國憲法》，另外《义勇军进行曲》被恢复为中华人民共和国国歌。